# Château de l'Hérissaudière
Le château de l'Hérissaudière est situé sur la commune de Pernay, dans le département d'Indre-et-Loire. 

## Historique
Relevant anciennement du duché de Luynes et rattaché la paroisse de Sainte-Genevière de Luynes, le domaine de l'Hérissaudière est la propriété d'Anne Lebert et de l'abbé Philibert Lebert qui le vendent, par acte du 14 novembre 1642, à Jacques Gatian, écuyer, seigneur de Lafond, conseiller du roi, juge-magistrat au siège présidial de Tours, échevin perpétuel de la ville de Tours le 28 octobre 1652 et maire de Tours en 1659.
Le château passe ensuite par héritage successivement à : Victor Gatian de Lafond (-1693), trésorier-général de France à Poitiers ; Louis-Victor Gatian de Taillé, conseiller du roi, lieutenant-général au bailliage de Tours, marié à Louise de Lutz ; François-Jean-Louis Gatian de Clérambault (1684-), contrôleur général des finances de la généralité de Tours, marié à Thérèse Preuilly ;  François-Jean Gatian de Clérambault, contrôleur général des finances de la généralité de Tours, marié à Catherine Cormier de la Picardière ; François-Marie Gatian de Clérambault (-1826), contrôleur général des finances et domaines de la généralité de Tours, qui comparait à l'assemblée de la noblesse de Touraine pour l'élection des députés aux États généraux, marié à Françoise-Henriette de Marsay ; François-Alfred Gatian de Clérambault (-1870), marié à Cécile-Euphrasie de Pignol de Rocreuse ; Charles-Henri Gatian de Clérambault, lieutenant-colonel du 15e de chasseurs, par suite d'un partage, fait le 25 septembre 1876, avec son frère, l'historien et archéologue Édouard Gatian de Clérambault, qui y est né le 18 avril 1833, alors que le château est encore rattaché à la commune de Luynes.